# Giorgione
Giorgione, właśc. Giorgio Barbarelli da Castelfranco lub Zorzi di Castelfranco (ur. w 1478 lub 1479 w Castelfranco Veneto, zm. przed 25 października 1510 w Wenecji) – włoski malarz, przedstawiciel renesansu. 
O życiu i twórczości Giorgionego wiemy bardzo mało. Jest jednym z najbardziej zagadkowych malarzy czasów nowożytnych. Wiadomo, że urodził się w Castelfranco Veneto i był uczniem Giovanni Belliniego. Miał wpływ na innych malarzy, z którymi się zetknął, m.in. Tycjana i Sebastiana del Piombo. Zmarł przedwcześnie w okresie zarazy.
Był jednym z głównych przedstawicieli i twórców dojrzałego renesansowego malarstwa weneckiego, realizującym po mistrzowsku jego założenia kolorystyczne. Wspaniały mistrz koloru i światła. Przedstawiciel koloryzmu weneckiego, obserwator chwilowych stanów natury i świata.
W swoich obrazach Giorgione realizuje nową koncepcję przedstawiania wyglądów natury, opartą na kolorze, którą rozwiną i uzupełnią jego wielcy następcy, jak Tycjan, Veronese czy Tintoretto, nie naruszając jej generalnych założeń. Polegała ona na wyrażeniu wszystkich najistotniejszych cech struktury wizualnej przedmiotu, a więc modelunku bryły i jej umieszczenia w przestrzeni i atmosferze, światła i głębi przestrzennej, za pomocą układu barw o różnym natężeniu barw i różnej temperaturze. 
Giorgione, a za nim inni wenecjanie, za ten unifikujący element uznali kolor. Płaszczyzna obrazu zostaje pokryta układem plam barwnych, układy linearne stają się uzupełnieniem kolorystycznej struktury, a w bardziej skrajnych przypadkach stają się zbędne. Taki sposób kształtowania opiera się w większym stopniu na wrażeniach kolorystyczno-świetlnych niż motywie. Obserwując malarstwo Tycjana widać, jak wzbogacił środki kolorystycznego kształtowania, eliminując stopniowo rolę linii i nieopartego na kolorze modelunku światłocieniowego, ograniczając przez to iluzjonizm przedstawienia. Wreszcie ten sposób ukształtowania określa się jako ton lub tonację obrazu. W malarstwie Giorgionego te wszystkie założenia zostały z grubsza zrealizowane. Nie doszedł jednak do tak radykalnych rozwiązań, jak Tycjan w ostatnich obrazach swego długiego życia.
Do czasów współczesnych nie zachowały się żadne podpisane i datowane prace Giorgionego. Duże rozbieżności wzbudza już liczba przypisywanych mu prac (od 5 do 40). Tworzył obrazy o tematyce religijnej: Maria z Dzieciątkiem i świętymi Liberiuszem i Franciszkiem, tzw. Madonna z Castelfranco, Judyta, mitologicznej: Śpiąca Wenus (ukończona przez Tycjana), Wenus odpoczywająca, portrety i alegoryczne, oraz trudne do interpretacji kompozycje figuralne w pejzażu: Burza, Trzech filozofów, Koncert wiejski. W obrazach Giorgionego krajobraz nie stanowi jedynie tła sceny, ale tworzy wszechogarniającą przestrzeń; zgodnie z duchem renesansu, człowiek w jego obrazach pozostaje w idealnej harmonii z naturą. Obrazy Giorgionego cechuje harmonijne zespolenie przedstawionych postaci z krajobrazem, miękki modelunek, liryzm i nastrojowość sugerujące treści symboliczne i alegoryczne. Dążył do symbiozy malarstwa, muzyki i poezji. Jego nowatorstwo, oprócz ujęcia krajobrazu, objawiło się w także w przedstawieniu kobiecego aktu. W obrazie Śpiąca Wenus naga kobieta, po raz pierwszy w nowoczesnym malarstwie, stała się głównym i jedynym tematem dzieła malarskiego.
Autorstwo wielu dzieł Giorgionego jest sporne, przyjmuje się pogląd o istnieniu kręgu Giorgiona (tzw. giorgioneschi) złożonego z wielbicieli i naśladowców artysty.

## Dzieła

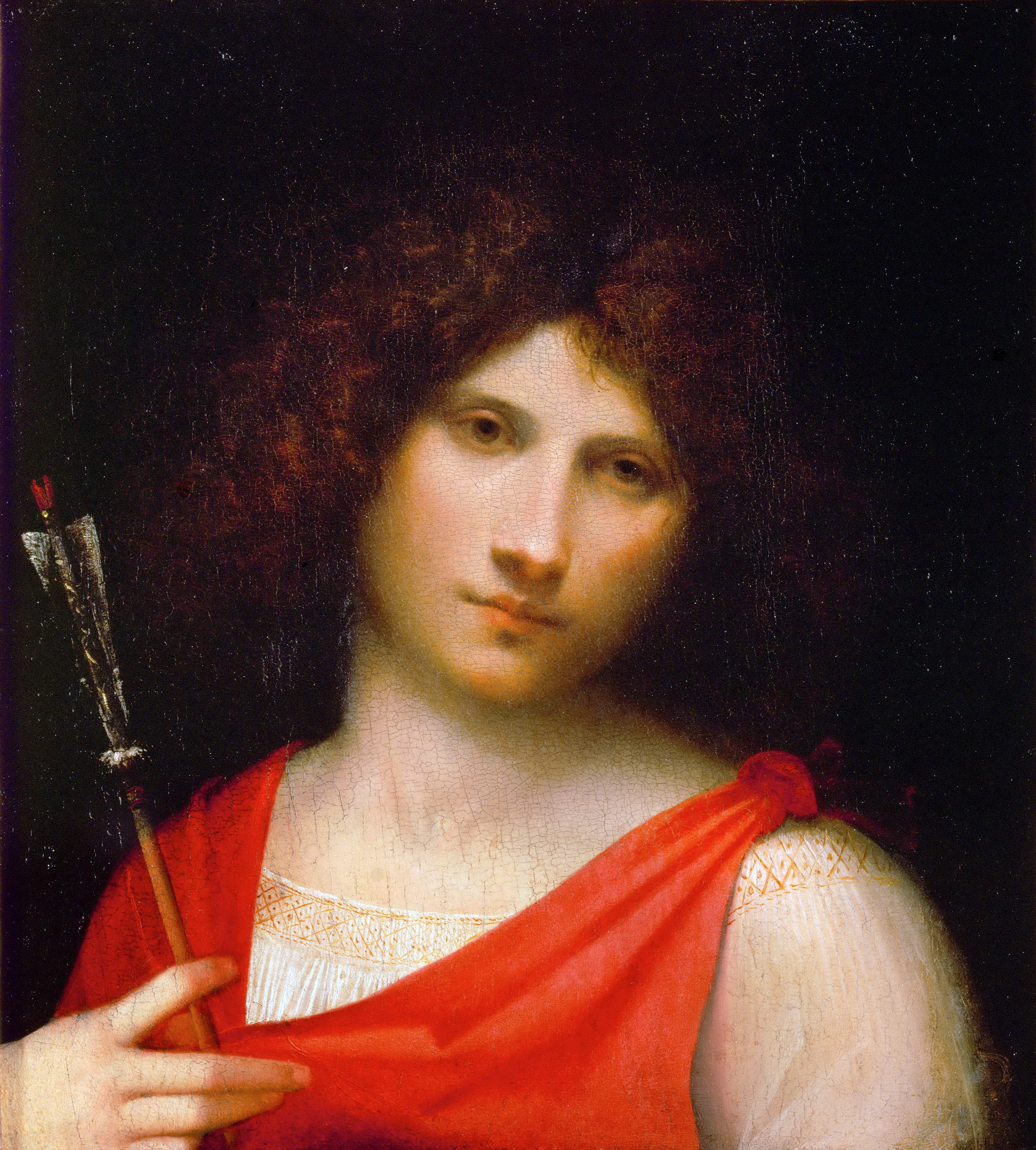
Chłopiec ze strzałą (ok. 1505)

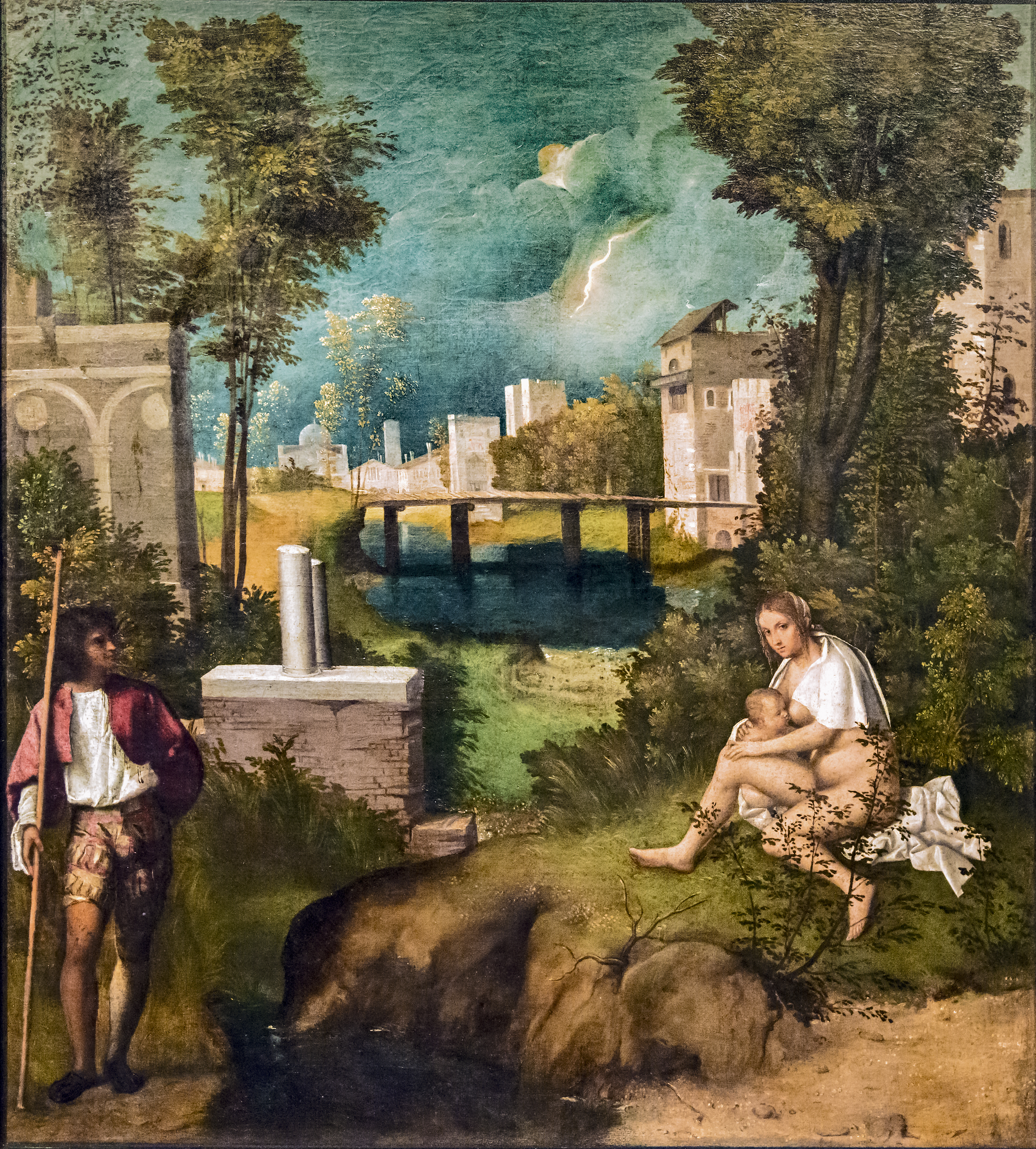
Burza (ok. 1510)

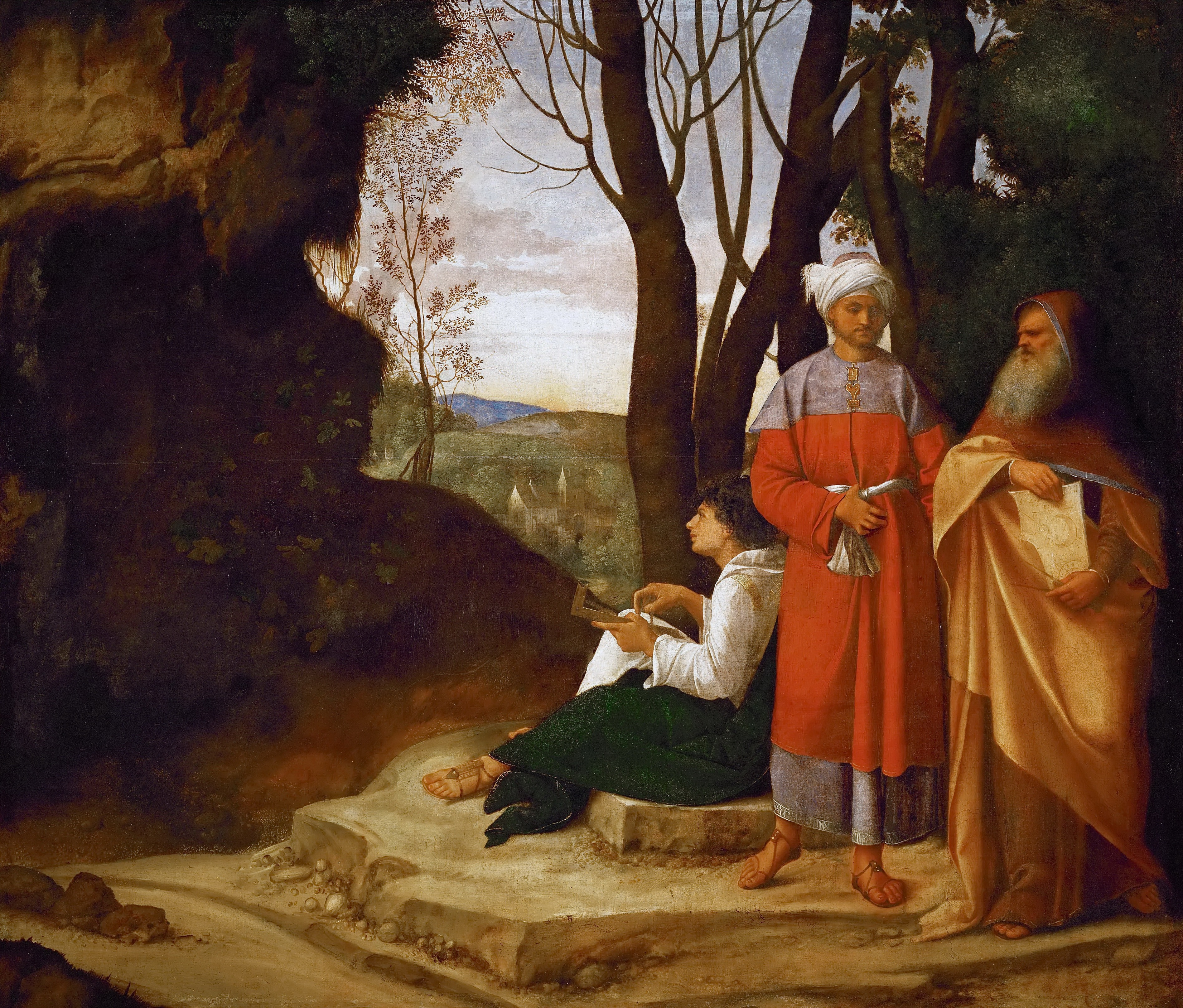
Trzej filozofowie (1508-09)

- Madonna z Dzieciątkiem –  1498-1500, 44 × 36,5 cm, Ermitaż, Sankt Petersburg
- Autoportret w stroju Dawida -  ok. 1500, 52 x 43 cm, Herzog Anton Ulrich-Museum, Brunszwik
- Święta Rodzina -  ok. 1500, 37 x 46 cm, National Gallery of Art, Waszyngton
- Trzy okresy w życiu człowieka lub Nauka młodego Marka Aureliusza -  1500-01, 62 x 77 cm, Galleria Palatina, Florencja
- Portret rycerza z giermkiem -  ok. 1502, Uffizi, Florencja
- Portret Giustinianiego lub Portret mężczyzny -  ok. 1504, 58 x 46 cm, Gemäldegalerie Berlin
- Judyta -  ok. 1504, 144 x 68 cm, Ermitaż, Sankt Petersburg
- Hołd dla poety -  ok. 1505, 60 x 49 cm, National Gallery w Londynie (przypisywany)
- Madonna czytająca -  ok. 1505, 76 x 61 cm, Ashmolean Museum, Oksford
- Sąd Salomona -  ok. 1505, 89 x 72 cm, Uffizi, Florencja
- Próba ognia -  ok. 1505, 89 x 72 cm, Uffizi, Florencja
- Tronująca Maria z Dzieciątkiem i świętymi Liberiuszem i Franciszkiem -  ok. 1505, 200 x 152 cm, Katedra San Liberale, Castelfranco Veneto
- Pokłon Trzech Króli -  ok. 1505, 29 x 81 cm, National Gallery w Londynie
- Chłopiec ze strzałą -  ok. 1505, 48 x 42 cm, Kunsthistorisches Museum, Wiedeń
- Pokłon pasterzy -  1505-10, 91 x 110 cm, National Gallery of Art, Waszyngton
- Portret młodej kobiety (Laura) -  1506, 41 x 34 cm, Kunsthistorisches Museum, Wiedeń
- Stara kobieta (La vecchia) -  ok. 1508, 68 x 59 cm, Gallerie dell’Accademia, Wenecja
- Trzej filozofowie -  1508-09, 123,4 x 144,5 cm, Kunsthistorisches Museum, Wiedeń
- Koncert wiejski -  1508-09, 110 x 138 cm, Luwr, Paryż
- Portret młodego mężczyzny -  1508-10, 73 x 54 cm, Muzeum Sztuk Pięknych w Budapeszcie
- Śpiąca Wenus -  1509-10, 108 x 175 cm, Galeria Obrazów Starych Mistrzów w Dreźnie (wraz z Tycjanem)
- Burza -  ok. 1510, 78 x 72 cm, Gallerie dell’Accademia, Wenecja
- Portret młodego mężczyzny -  69,4 x 53,5 cm, Stara Pinakoteka, Monachium